# Careproctus steini
Careproctus steini és una espècie de peix pertanyent a la família dels lipàrids.

## Hàbitat
És un peix marí i batidemersal que viu entre 429 i 583 m de fondària.

## Distribució geogràfica
Es troba al Pacífic sud-oriental (Xile) i l'oceà Antàrtic (l'illa Elefant a les illes Shetland del Sud).

## Observacions
És inofensiu per als humans.